# Powiat lipnowski
Powiat lipnowski – powiat w Polsce (we wschodniej części województwa kujawsko-pomorskiego), utworzony w 1999 roku w ramach reformy administracyjnej. Jego siedzibą jest miasto Lipno.
W skład powiatu wchodzą:
- gminy miejskie: Lipno
- gminy miejsko-wiejskie: Bobrowniki[2], Dobrzyń nad Wisłą, Kikół[2], Skępe
- gminy wiejskie: Chrostkowo, Lipno, Tłuchowo, Wielgie
- miasta: Lipno, Bobrowniki[2], Dobrzyń nad Wisłą, Kikół[2], Skępe

Miejscowość Lisek jest enklawą powiatu lipnowskiego. Lisek administracyjnie przynależy do gminy Fabianki w powiecie włocławskim, jednak nie ma z nią żadnego punktu wspólnego i jest całkowicie otoczony wsiami gminy Lipno (Łochocin, Grabiny, Popowo) oraz gminy Bobrowniki (Gnojno i Rachcin).

## Demografia
Liczba ludności (dane z 30 czerwca 2005):
|        | Ogółem | Ogółem | Kobiety | Kobiety | Mężczyźni | Mężczyźni |
| osób   | %      | osób   | %       | osób    | %         |           |
| ------ | ------ | ------ | ------- | ------- | --------- | --------- |
| Ogółem | 66 150 | 100    | 33 521  | 50,67   | 32 629    | 49,33     |
| Miasto | 20 626 | 31,18  | 10 765  | 16,27   | 9861      | 14,91     |
| Wieś   | 45 524 | 68,82  | 22 756  | 34,40   | 22 768    | 34,42     |

▶Wieś vs ▶miasto
Ogółem (▶k, ▶m)
Miasto (▶k, ▶m)
Wieś (▶k, ▶m)
- Piramida wieku mieszkańców powiatu lipnowskiego w 2014 roku[3].

Według danych z 31 grudnia 2019 roku powiat zamieszkiwało 65 750 osób. Natomiast według danych z 30 czerwca 2020 roku powiat zamieszkiwały 66 574 osoby.

## Transport drogowy
Drogi krajowe przebiegające przez powiat:
- 10 ( – granica państwa z Niemcami – Lubieszyn – Szczecin – Stargard – Piła – Bydgoszcz – Toruń – Lubicz Dolny – Kikół – Lipno – Skępe – Sierpc – Drobin – Płońsk)
- 67 (Włocławek – Lipno)

Drogi wojewódzkie przebiegające przez powiat:
- 539 (Tłuchowo – Blinno)
- 541 (Dobrzyń nad Wisłą – Kamień Kotowy – Tłuchowo – Sierpc – Żuromin – Lidzbark – Lubawa)
- 557 (Lipno – Rypin)
- 558 (Lipno – Dyblin)
- 559 (Lipno – Kamień Kotowy – Płock)
- 562 (Szpetal Górny – Dyblin – Dobrzyń nad Wisłą)

## Starostowie lipnowscy
Na podstawie źródła:
- Wojciech Obernikowicz (1 stycznia 1999 – 29 marca 2000)
- Kazimierz Tułodziecki (28 kwietnia 2000 – 21 sierpnia 2002)
- Marek Stefański (komisarz rządowy, 19 sierpnia 2002 – 26 listopada 2002)
- Przemysław Gęsicki (26 listopada 2002 – 7 grudnia 2006)
- Krzysztof Baranowski (od 7 grudnia 2006)

## Sąsiednie powiaty
- województwo kujawsko-pomorskie
  - Włocławek (miasto na prawach powiatu)
  - powiat włocławski
  - powiat aleksandrowski
  - powiat toruński
  - powiat golubsko-dobrzyński
  - powiat rypiński

- województwo mazowieckie
  - powiat sierpecki
  - powiat płocki